# Loch Migdale
Le loch Migdale est un plan d'eau douce situé près de Bonar Bridge, dans le comté de Sutherland, dans les Highlands, en Écosse.
Le lac contient un crannog (habitation sur une île artificielle) datant de l'Âge du fer.